# 贝坦索斯
贝坦索斯（西班牙語：Betanzos），是西班牙加利西亚自治区拉科鲁尼亚省的一个市镇。总面积24.2km², 总人口12,941人（2017年），人口密度535人/km²。

## 地名
早在罗马帝国时期，克劳狄乌斯·托勒密的《地理學指南》一书中将表记为。这个地名被认为是凯尔特语来源，意指凯尔特人崇拜的神灵布麗姬。

## 历史
1219年，贝坦索斯被阿方索九世国王授予市镇资格。1465年，在恩里克四世国王的命令下，它成为加利西亚王国的城市。之后在16世纪至18世纪之间，贝坦索斯一直是加利西亚王国贝坦索斯省的省会。
根据西班牙1833年公布的行政区划，它被划入加利西亚历史地区；同时，贝坦索斯省被撤销，其市镇大多数被整合到拉科鲁尼亚省。

## 人口
| 贝坦索斯               |
|                        |
| 来源：西班牙国家统计局 |

## 经济
贝坦索斯的传统产业是葡萄酒业。同时，20世纪初啤酒花的引入也促进了啤酒经济的发展。

## 图集

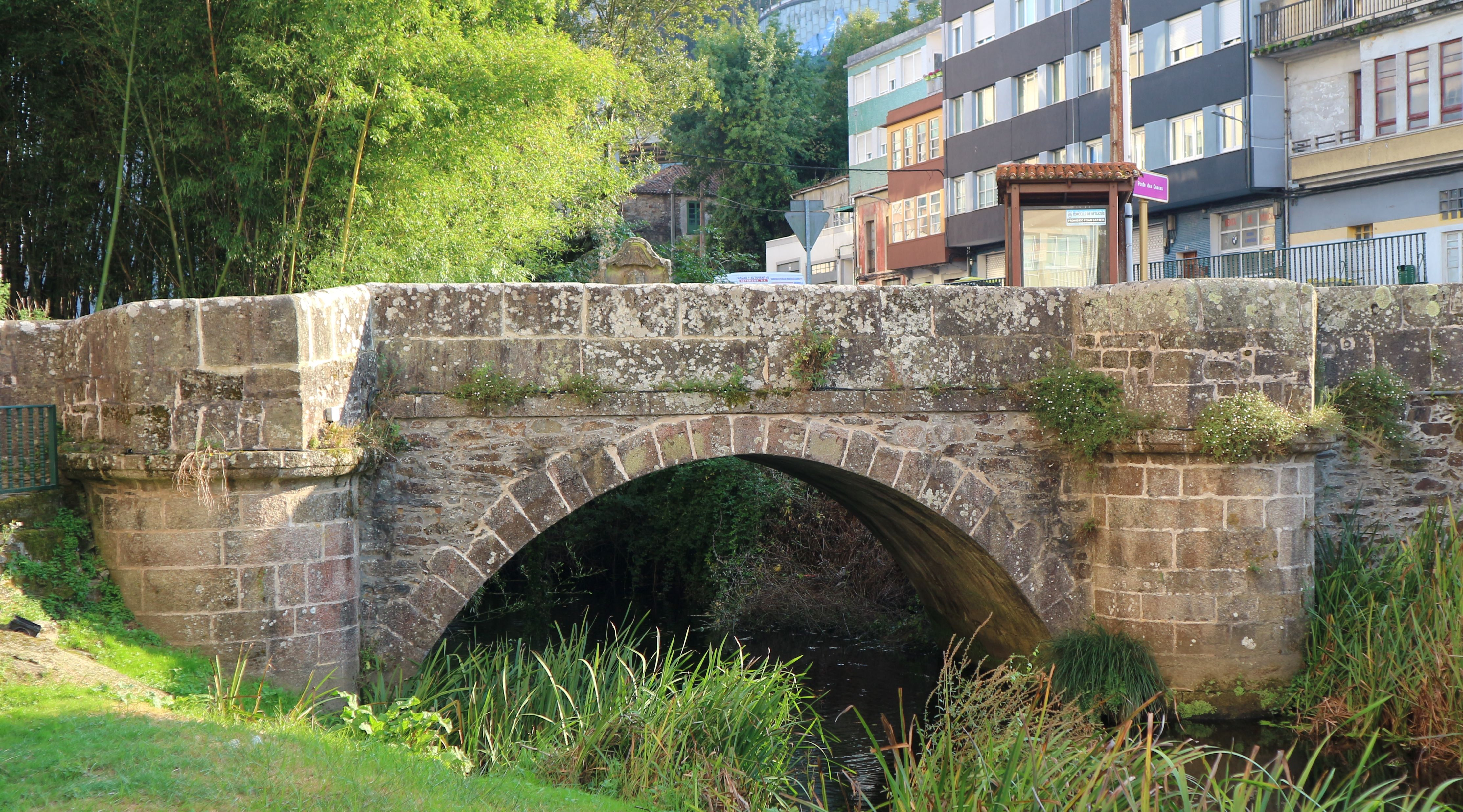
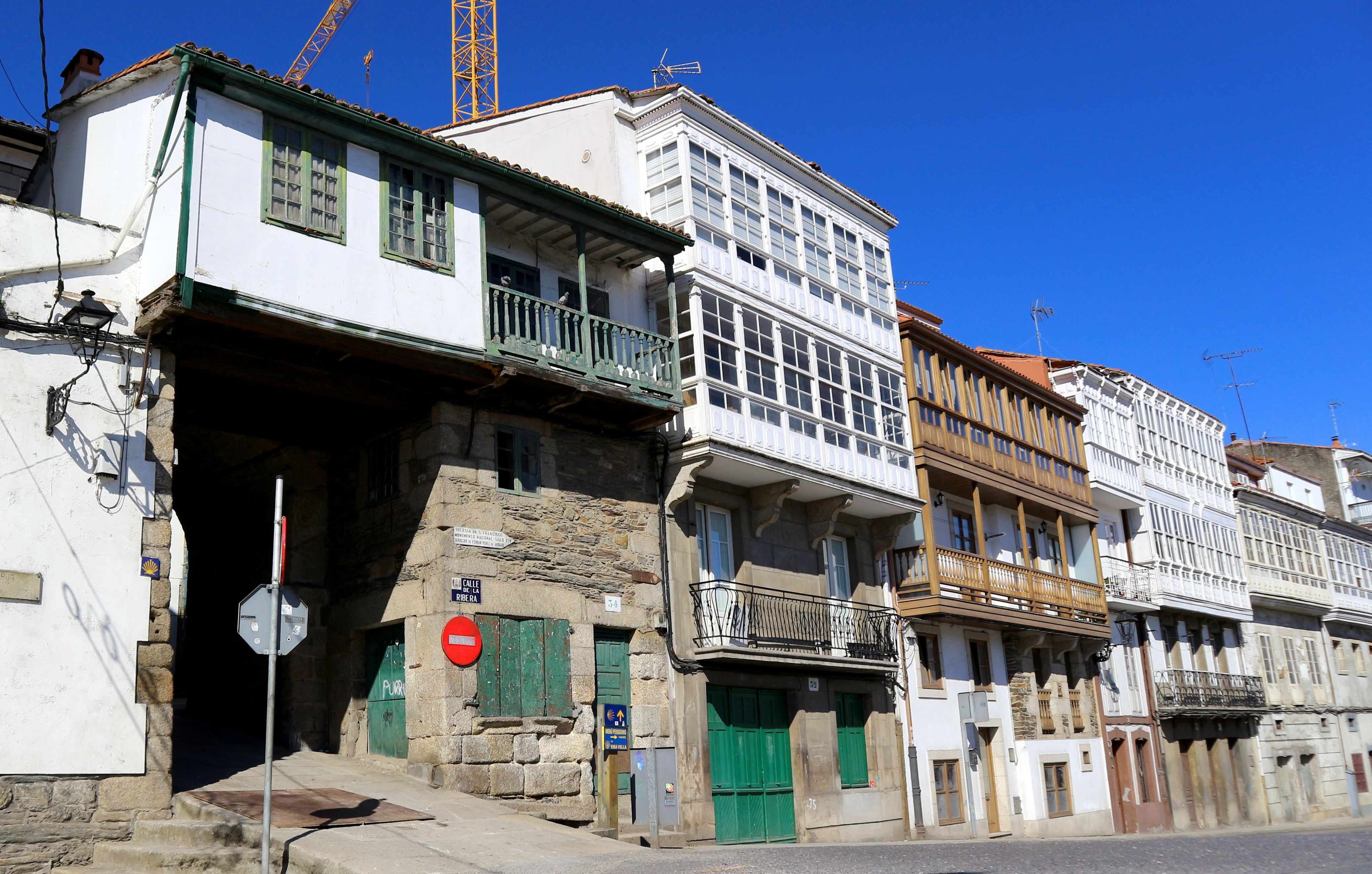
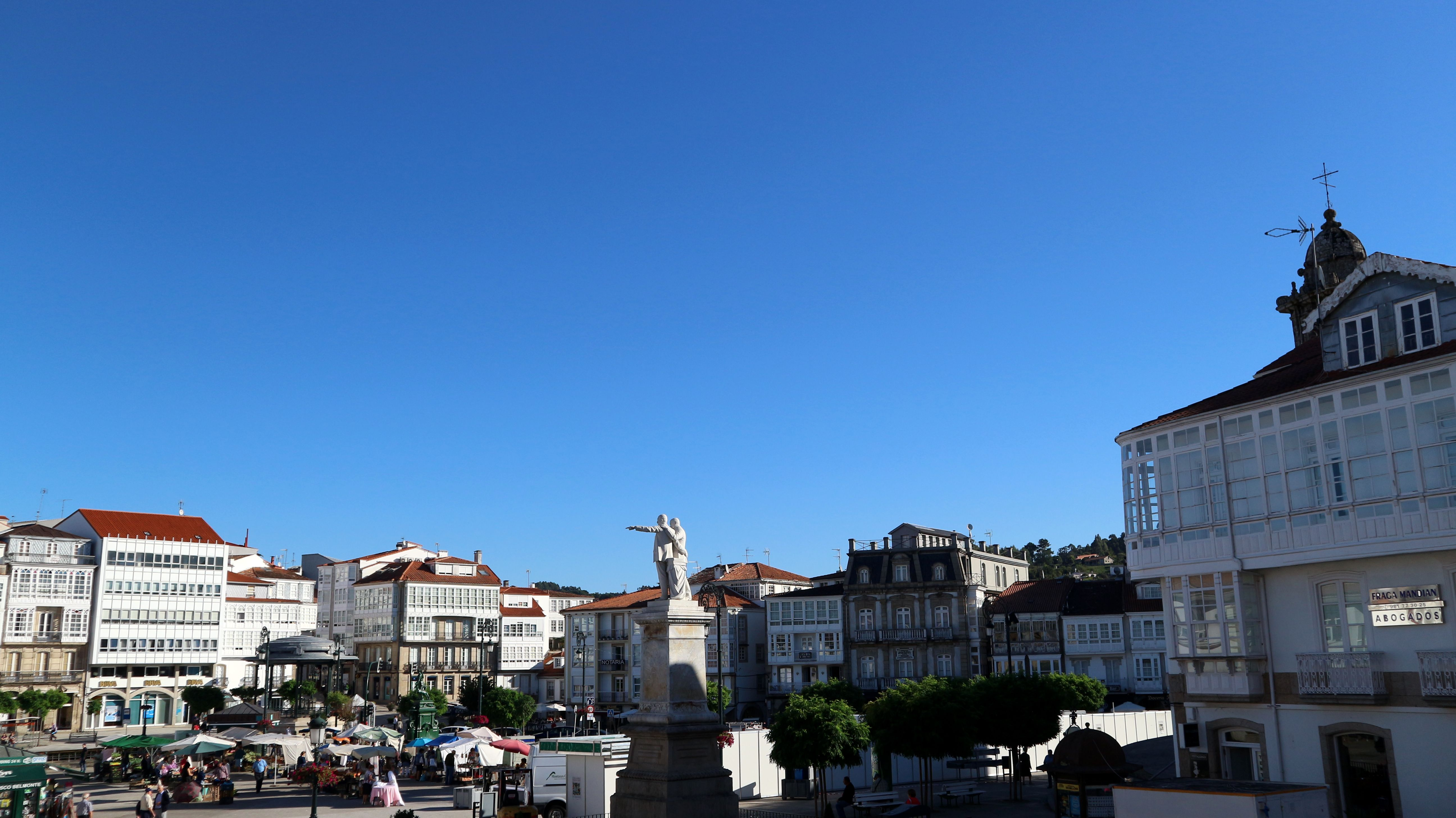
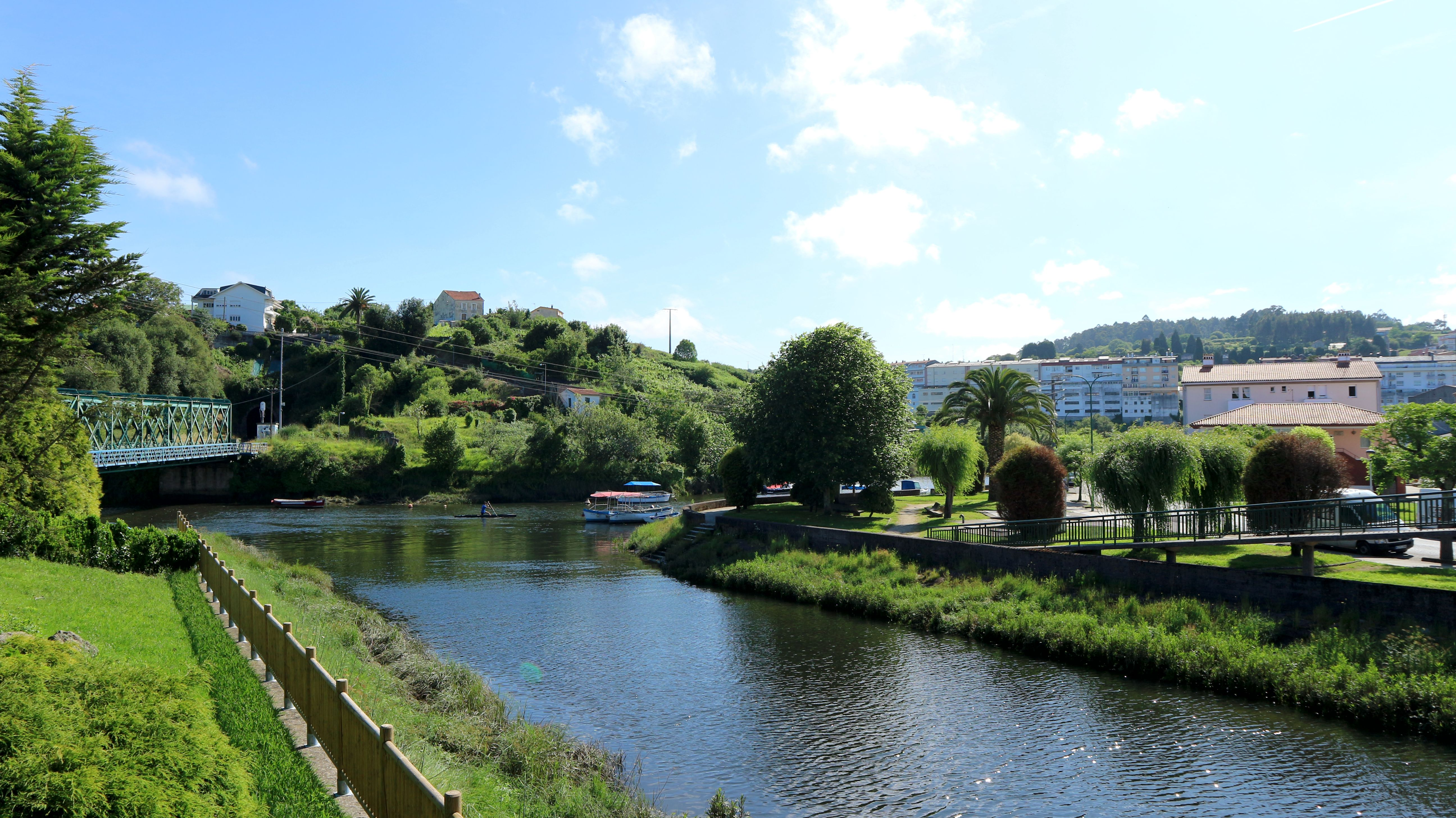
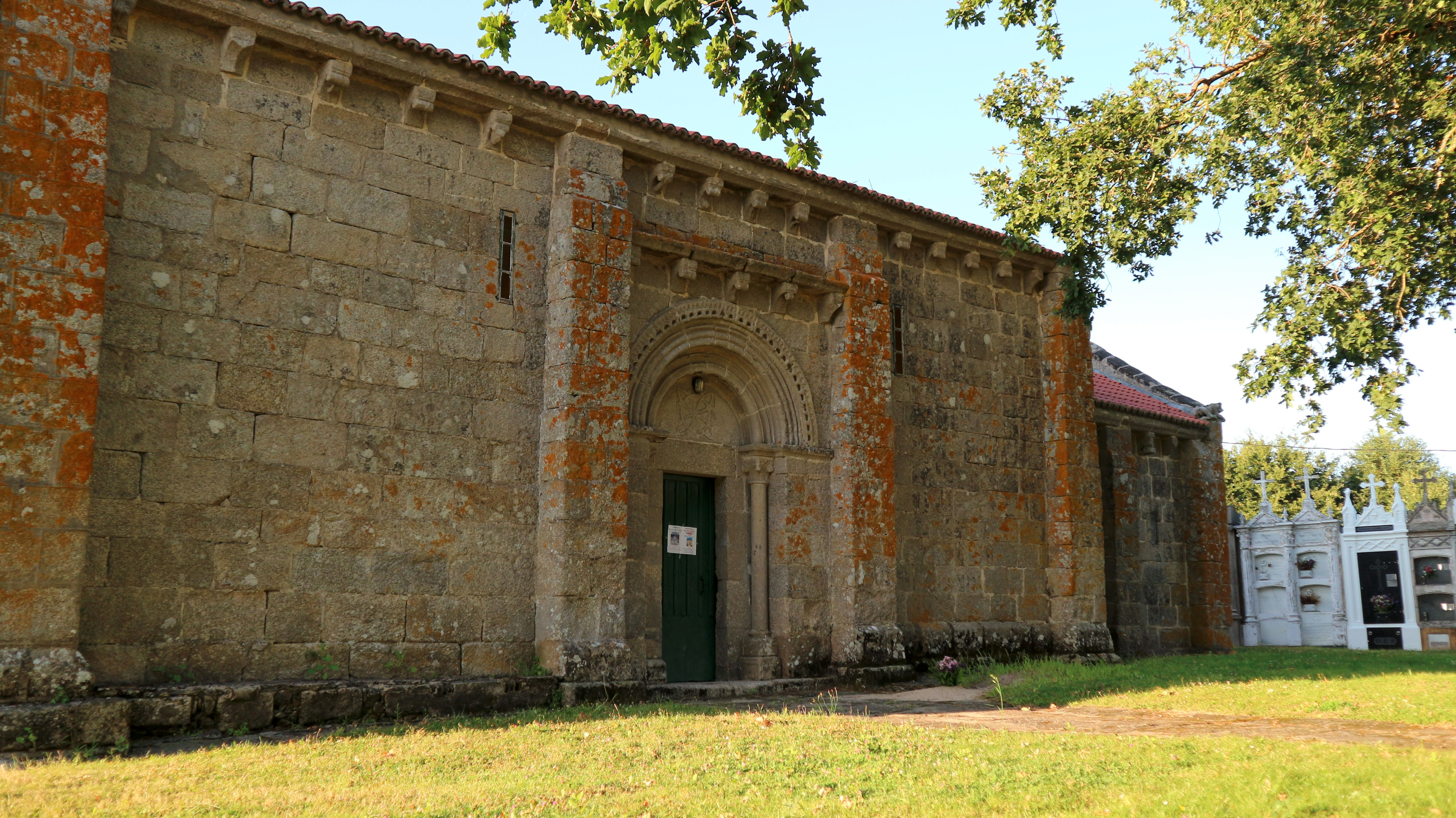

## 政治
| 政党                        | 2011年 | 2011年 | 2015年 | 2015年 |
| 政党                        | %      | 议席   | 议席   | %      |
| 人民党（PP）                | 40,95  | 8      | 6      | 31,66  |
| 工人社会党（POSE）          | 32,81  | 6      | 7      | 36,07  |
| 加利西亚民族主义集团（BNG） | 13,62  | 2      | 1      | 9,33   |
| 贝坦索斯公民党（CxB）       | 7,04   | 1      | -      | -      |

## 友好城市
- 法國 蓬拉贝